# Cascade Locks
Cascade Locks és una població dels Estats Units a l'estat d'Oregon. Segons el cens del 2007 tenia 1.075 habitants.

## Demografia
Segons el cens del 2000, Cascade Locks tenia 1.115 habitants, 427 habitatges, i 313 famílies. La densitat de població era de 200,2 habitants per km².
Dels 427 habitatges en un 37,2% hi vivien nens de menys de 18 anys, en un 57,4% hi vivien parelles casades, en un 11,7% dones solteres, i en un 26,5% no eren unitats familiars. En el 21,5% dels habitatges hi vivien persones soles el 8,2% de les quals corresponia a persones de 65 anys o més que vivien soles. El nombre mitjà de persones vivint en cada habitatge era de 2,61 i el nombre mitjà de persones que vivien en cada família era de 2,98.
Per edats la població es repartia de la següent manera: un 28,7% tenia menys de 18 anys, un 6,7% entre 18 i 24, un 31,5% entre 25 i 44, un 21,4% de 45 a 60 i un 11,7% 65 anys o més.
L'edat mediana era de 36 anys. Per cada 100 dones de 18 o més anys hi havia 97,3 homes.
La renda mediana per habitatge era de 35.284$ i la renda mediana per família de 37.422$. Els homes tenien una renda mediana de 35.469$ mentre que les dones 25.234$. La renda per capita de la població era de 15.359$. Aproximadament el 17% de les famílies i el 19% de la població estaven per davall del llindar de pobresa.

## Poblacions més properes
El següent diagrama mostra les poblacions més properes.